# Lista chorążych reprezentacji Włoch na igrzyskach olimpijskich
Lista chorążych reprezentacji Włoch na igrzyskach olimpijskich – lista zawodników i zawodniczek reprezentacji Włoch, którzy podczas ceremonii otwarcia nowożytnych igrzysk olimpijskich nieśli flagę włoską.

## Chronologiczna lista chorążych
| Lp. | Rok i miejsce           | Chorąży                | Dyscyplina              |
| --- | ----------------------- | ---------------------- | ----------------------- |
| 1   | 1896, Ateny             | b.d.                   |                         |
| 2   | 1900, Paryż             | b.d.                   |                         |
| 3   | 1904, Saint Louis       | b.d.                   |                         |
| 4   | 1908, Londyn            | Pietro Bragaglia       |                         |
| 5   | 1912, Sztokholm         | Alberto Braglia        | Gimnastyka sportowa     |
| 6   | 1920, Antwerpia         | Nedo Nadi              | Szermierka              |
| 7   | 1924, Charnonix         | Leonardo Bonzi         | Bobsleje                |
| 8   | 1924, Paryż             | Ugo Frigerio           | Lekkoatletyka           |
| 9   | 1928, Sankt Moritz      | Ferdinando Glück       | Biegi narciarskie       |
| 10  | 1928, Amsterdam         | Carlo Galimberti       | Podnoszenie ciężarów    |
| 11  | 1932, Lake Placid       | Erminio Sertorelli     | Biegi narciarskie       |
| 12  | 1932, Los Angeles       | Ugo Frigerio           | Lekkoatletyka           |
| 13  | 1936, Innsbruck         | Adriano Guarnieri      | Narciarstwo alpejskie   |
| 14  | 1936, Berlin            | Giulio Gaudini         | Szermierka              |
| 15  | 1948, Sankt Moritz      | Vittorio Chierroni     | Narciarstwo alpejskie   |
| 16  | 1948, Londyn            | Gianni Rocca           | Lekkoatletyka           |
| 17  | 1952, Oslo              | Maria Grazia Marchelli | Narciarstwo alpejskie   |
| 18  | 1952, Helsinki          | Miranda Cicognani      | Gimnastyka artystyczna  |
| 19  | 1956, Cortina d’Ampezzo | Nilo Zandanel          | Skoki narciarskie       |
| 20  | 1956, Melbourne         | Edoardo Mangiarotti    | Szermierka              |
| 21  | 1960, Squaw Valley      | Bruno Alberti          | Narciarstwo alpejskie   |
| 22  | 1960, Rzym              | Edoardo Mangiarotti    | Szermierka              |
| 23  | 1964, Innsbruck         | Eugenio Monti          | Bobsleje                |
| 24  | 1964, Tokio             | Giuseppe Delfino       | Szermierka              |
| 25  | 1968, Grenoble          | Clotilde Fasolis       | Narciarstwo alpejskie   |
| 26  | 1968, Meksyk            | Raimondo D’Inzeo       | Jeździectwo             |
| 27  | 1972, Sapporo           | Luciano De Paolis      | Bobsleje                |
| 28  | 1972, Monachium         | Abdon Pamich           | Lekkoatletyka           |
| 29  | 1976, Innsbruck         | Gustav Thöni           | Narciarstwo alpejskie   |
| 30  | 1976, Montreal          | Klaus Dibiasi          | Skoki do wody           |
| 31  | 1980, Lake Placid       | Gustav Thöni           | Narciarstwo alpejskie   |
| 32  | 1980, Moskwa            | b.d.                   |                         |
| 33  | 1984, Sarajewo          | Paul Hildgartner       | Saneczkarstwo           |
| 34  | 1984, Los Angeles       | Sara Simeoni           | Lekkoatletyka           |
| 35  | 1988, Calgary           | Paul Hildgartner       | Saneczkarstwo           |
| 36  | 1988, Seul              | Pietro Mennea          | Lekkoatletyka           |
| 37  | 1992, Albertville       | Alberto Tomba          | Narciarstwo alpejskie   |
| 38  | 1992, Barcelona         | Giuseppe Abbagnale     | Wioślarstwo             |
| 39  | 1994, Lillehammer       | Deborah Compagnoni     | Narciarstwo alpejskie   |
| 40  | 1996, Atlanta           | Giovanna Trillini      | Szermierka              |
| 41  | 1998, Nagano            | Gerda Weissensteiner   | Saneczkarstwo, Bobsleje |
| 42  | 2000, Sydney            | Carlton Myers          | Koszykówka              |
| 43  | 2002, Salt Lake City    | Isolde Kostner         | Narciarstwo alpejskie   |
| 44  | 2004, Ateny             | Jury Chechi            | Gimnastyka sportowa     |
| 45  | 2006, Turyn             | Carolina Kostner       | Łyżwiarstwo figurowe    |
| 46  | 2008, Pekin             | Antonio Rossi          | Kajakarstwo             |
| 47  | 2010, Vancouver         | Giorgio Di Centa       | Biegi narciarskie       |
| 48  | 2012, Londyn            | Valentina Vezzali      | Szermierka              |
| 49  | 2014, Soczi             | Armin Zöggeler         | Saneczkarstwo           |
| 50  | 2016, Rio de Janeiro    | Federica Pellegrini    | pływanie                |
| 51  | 2018, Pjongczang        | Arianna Fontana        | Short-track             |
| 52  | 2020, Tokio             | Jessica Rossi          | Strzelectwo             |
| 52  | 2020, Tokio             | Elia Viviani           | Kolarstwo               |
| 53  | 2022, Pekin             | Michela Moioli         | Snowboarding            |